# سیارک ۱۱۵۴۸
سیارک ۱۱۵۴۸ (به انگلیسی: 11548 Jerrylewis، نامگذاری:1992WD8) یازده هزار و پانصد و چهل و هشتمین سیارک کشف شده‌است که در ۲۵ نوامبر ۱۹۹۲ کشف شد.
قدر مطلق سیارک برابر ۱۳٫۱۰ است.
این سیارک را به نام جری لوئیس نام‌گداشته‌اند.